# Nuoto ai campionati mondiali di nuoto 2022 - 200 metri dorso maschili
La gara di nuoto dei 200 metri dorso maschili dei campionati mondiali di nuoto 2022 è stata disputata il 22 e 23 giugno 2022 presso la Duna Aréna di Budapest. Vi hanno preso parte 31 atleti provenienti da 26 nazioni.
La competizione è stata vinta dal nuotatore statunitense Ryan Murphy, mentre l'argento e il bronzo sono andati rispettivamente al britannico Luke Greenbank e all'altro statunitense Shaine Casas.

## Podio
| Posizione | Atleta         | Nazionalità   |
| --------- | -------------- | ------------- |
| Oro       | Ryan Murphy    | Stati Uniti   |
| Argento   | Luke Greenbank | Gran Bretagna |
| Bronzo    | Shaine Casas   | Stati Uniti   |

## Programma
| Data           | Ora (UTC+2) | Turno      |
| -------------- | ----------- | ---------- |
| 22 giugno 2022 | 09:20       | Batterie   |
| 22 giugno 2022 | 19:36       | Semifinali |
| 23 giugno 2022 | 19:01       | Finale     |

## Record
Prima della competizione il record del mondo e il record dei campionati erano i seguenti:
| Record mondiale       | 1'51"92 | Aaron Peirsol Stati Uniti | 31 luglio 2009 Roma, Italia |
| Record dei campionati | 1'51"92 | Aaron Peirsol Stati Uniti | 31 luglio 2009 Roma, Italia |

Nel corso della competizione non sono stati migliorati.

## Risultati

### Batterie
| Pos. | Batteria | Corsia | Atleta                      | Nazionalità    | Tempo   | Note |
| ---- | -------- | ------ | --------------------------- | -------------- | ------- | ---- |
| 1    | 4        | 5      | Shaine Casas                | Stati Uniti    | 1'56"66 | Q    |
| 2    | 4        | 6      | Joshua Edwards-Smith        | Australia      | 1'56"85 | Q    |
| 3    | 4        | 4      | Ryan Murphy                 | Stati Uniti    | 1'56"96 | Q    |
| 4    | 3        | 2      | Brodie Williams             | Gran Bretagna  | 1'57"09 | Q    |
| 5    | 3        | 6      | Mewen Tomac                 | Francia        | 1'57"21 | Q    |
| 6    | 2        | 4      | Luke Greenbank              | Gran Bretagna  | 1'57"33 | Q    |
| 7    | 2        | 5      | Ádám Telegdy                | Ungheria       | 1'57"82 | Q    |
| 8    | 4        | 7      | Benedek Kovács              | Ungheria       | 1'57"88 | Q    |
| 9    | 2        | 6      | Lee Ju-ho                   | Corea del Sud  | 1'57"89 | Q    |
| 10   | 3        | 5      | Yohann Ndoye Brouard        | Francia        | 1'58"10 | Q    |
| 11   | 3        | 4      | Mitch Larkin                | Australia      | 1'58"58 | Q    |
| 12   | 4        | 3      | Roman Mityukov              | Svizzera       | 1'58"61 | Q    |
| 13   | 2        | 3      | Jan Čejka                   | Rep. Ceca      | 1'58"65 | Q    |
| 14   | 3        | 7      | Evangelos Makrygiannis      | Grecia         | 1'59"25 | Q    |
| 15   | 2        | 2      | Hugo González de Oliveira   | Spagna         | 1'59"61 | Q    |
| 16   | 3        | 1      | Yeziel Morales              | Porto Rico     | 1'59"77 | Q    |
| 17   | 4        | 1      | Richie Stokes               | Canada         | 1'59"86 |      |
| 18   | 2        | 1      | Erikas Grigaitis            | Lituania       | 1'59"92 |      |
| 19   | 3        | 8      | Omar Pinzón                 | Colombia       | 2'00"62 |      |
| 20   | 3        | 3      | Radosław Kawęcki            | Polonia        | 2'00"69 |      |
| 21   | 2        | 7      | Michele Lamberti            | Italia         | 2'00"92 |      |
| 22   | 2        | 8      | Ziyad Ahmed                 | Sudan          | 2'01"05 |      |
| 23   | 4        | 2      | Oleksandr Zheltyakov        | Ucraina        | 2'02"69 |      |
| 24   | 4        | 8      | Khiew Hoe Yean              | Malaysia       | 2'03"12 |      |
| 25   | 2        | 0      | Armin Lelle                 | Estonia        | 2'03"58 |      |
| 26   | 4        | 9      | Mohamed Mohamady            | Egitto         | 2'03"84 |      |
| 27   | 3        | 0      | Farrel Tangkas              | Indonesia      | 2'04"84 |      |
| 28   | 4        | 0      | Patrick Groters             | Aruba          | 2'05"90 |      |
| 29   | 1        | 4      | Ratthawit Thammananthachote | Thailandia     | 2'07"12 |      |
| 30   | 1        | 5      | Elias Ardiles               | Cile           | 2'07"92 |      |
| 31   | 1        | 3      | Ali Alessa                  | Arabia Saudita | 2'15"66 |      |

### Semifinali
| Pos. | Semifinale | Corsia | Atleta                    | Nazionalità   | Tempo   | Note |
| ---- | ---------- | ------ | ------------------------- | ------------- | ------- | ---- |
| 1    | 2          | 5      | Ryan Murphy               | Stati Uniti   | 1'55"43 | Q    |
| 2    | 1          | 5      | Brodie Williams           | Gran Bretagna | 1'56"17 | Q    |
| 3    | 1          | 3      | Luke Greenbank            | Gran Bretagna | 1'56"42 | Q    |
| 4    | 2          | 3      | Mewen Tomac               | Francia       | 1'56"52 | Q    |
| 5    | 2          | 6      | Ádám Telegdy              | Ungheria      | 1'56"80 | Q    |
| 6    | 2          | 4      | Shaine Casas              | Stati Uniti   | 1'56"90 | Q    |
| 7    | 1          | 7      | Roman Mityukov            | Svizzera      | 1'57"08 | Q    |
| 8    | 1          | 6      | Benedek Kovács            | Ungheria      | 1'57"12 | Q    |
| 9    | 2          | 7      | Mitch Larkin              | Australia     | 1'57"36 |      |
| 10   | 1          | 2      | Yohann Ndoye Brouard      | Francia       | 1'57"38 |      |
| 11   | 1          | 4      | Joshua Edwards-Smith      | Australia     | 1'57"52 |      |
| 12   | 2          | 2      | Lee Ju-ho                 | Corea del Sud | 1'57"55 |      |
| 13   | 2          | 8      | Hugo González de Oliveira | Spagna        | 1'59"05 |      |
| 14   | 2          | 1      | Jan Čejka                 | Rep. Ceca     | 1'59"28 |      |
| 15   | 1          | 1      | Evangelos Makrygiannis    | Grecia        | 1'59"72 |      |
| 16   | 1          | 8      | Yeziel Morales            | Porto Rico    | 2'01"47 |      |

### Finale
| Pos.    | Corsia | Atleta          | Nazionalità   | Tempo   | Note |
| ------- | ------ | --------------- | ------------- | ------- | ---- |
| Oro     | 4      | Ryan Murphy     | Stati Uniti   | 1'54"52 |      |
| Argento | 3      | Luke Greenbank  | Gran Bretagna | 1'55"16 |      |
| Bronzo  | 7      | Shaine Casas    | Stati Uniti   | 1'55"35 |      |
| 4       | 5      | Brodie Williams | Gran Bretagna | 1'56"16 |      |
| 5       | 6      | Mewen Tomac     | Francia       | 1'56"35 |      |
| 6       | 2      | Ádám Telegdy    | Ungheria      | 1'56"91 |      |
| 7       | 1      | Roman Mityukov  | Svizzera      | 1'57"45 |      |
| 8       | 8      | Benedek Kovács  | Ungheria      | 1'58"52 |      |